# アイランドリゾート開発
株式会社アイランドリゾート開発（アイランドリゾートかいはつ）とは、かつて沖縄県那覇市に所在していた企業である。
琉球日産自動車のグループ会社であり、八重山郡の与那国町で、リゾートホテル「アイランドリゾート与那国」を運営していた。

## 沿革
- 2001年5月16日 - 設立。
- 2008年 - アイランドリゾート与那国オープン
- 2013年8月 - 琉球日産グループの不動産管理会社「株式会社りゅうにち」（現・りゅうにちホールディングス）に吸収合併。ホテル事業を当該会社が引き継ぐ。

## 事業所
- アイランドリゾート開発
  - 沖縄県那覇市久茂地2-9-1